# 1989 في باراغواي
فيما يلي قوائم الأحداث التي وقعت خلال عام 1989 في باراغواي.

## سياسة

### انتهاء فترة المنصب
- 3 فبراير – ألفريدو سترويسنر رؤساء باراغواي.

## مواليد

### يناير
- 13 يناير – جويل سيلفا
- 26 يناير – سيلسو أورتيز لاعب كرة قدم بارغواياني.

### فبراير
- 15 فبراير – نيكولاس مارتينيز
- 25 فبراير – هيرنان بيريز لاعب كرة قدم باراغواياني.

### مارس
- 4 مارس – إدواردو إيشيفيريا لاعب كرة قدم.
- 10 مارس – إيفان بيريس لاعب كرة قدم بارغواياني.
- 20 مارس – صموئيل كاسيريس

### أبريل
- 24 أبريل – أنتونيو باريرو لاعب كرة قدم باراغواياني.

### مايو
- 31 مايو – غوستافو كريستالدو

### يونيو
- 4 يونيو – لورينزو فروتوس لاعب كرة قدم باراغواياني.
- 21 يونيو – رودريغو بيرغوس لاعب كرة قدم.
- 24 يونيو – خوان أغيلار لاعب كرة قدم.

### يوليو
- 1 يوليو – بلاس كاسيريس لاعب كرة قدم باراغواياني.
- 3 يوليو – دانيال أليخاندرو لوبيز لاعب كرة مضرب باراغواياني.
- 22 يوليو – فريدي كورونيل لاعب كرة قدم باراغواياني.

### أكتوبر
- 30 أكتوبر – رونالد هاث لاعب كرة قدم باراغواياني.

### نوفمبر
- 4 نوفمبر – أكسل باخمان
- 11 نوفمبر – روبن راميريز لاعب كرة قدم بارغواياني.

### ديسمبر
- 15 ديسمبر – سيرجيو فيرجارا

## وفيات

### فبراير
- 20 فبراير – خوليو سيزار تشافيس (مواليد 1907) مؤرخ باراغواياني.